# San Pietro (miniserie televisiva)
San Pietro è una miniserie televisiva italiana del 2005, diretta da Giulio Base. La miniserie narra la storia dell'apostolo Simon Pietro.

## Descrizione
Prodotta da Rai Fiction, Lux Vide, Rai Trade e San Paolo Film, questa fiction venne trasmessa in prima visione TV il 24 ottobre 2005 e il 25 ottobre 2005 su Rai 1. Il formato originario è quello della miniserie TV composta da 2 puntate, dalla durata di circa 90 minuti ciascuna. Nel 2007 Rai 1 ha proposto la fiction in un'unica puntata. Nel 2009 TV2000 ha proposto la miniserie nel formato originario.
La fiction San Pietro fa parte del progetto "Imperium", ed è stata girata negli Empire Studios.
San Pietro è interpretato da Omar Sharif. La regia è di Giulio Base.

## Trama
(Lettera ai Romani, CEI, Romani 8,35-39.)
Dopo la morte di Gesù, nel 33 d.C., Pietro ha sulle spalle il compito di guidare i discepoli disorientati. Memore di aver rinnegato il maestro per ben tre volte la notte del suo arresto, Pietro preferisce allontanarsi dai compagni ma, folgorato dalla luce divina, insieme a Marco comincia il viaggio che lo conduce fino a Roma nell'intento di evangelizzare l'impero.

### Prima puntata
Gerusalemme, 33 d.C.. Pietro apostolo si dispera ai piedi del Calvario dopo aver assistito alla morte del maestro Gesù Cristo, crocifisso per ordine dei romani dietro richiesta degli ebrei, poiché aveva detto di essere Figlio di Dio, contro le leggi giudaiche dell'ebraismo. Gli undici apostoli, che hanno anche saputo del suicidio del traditore Giuda, sono disorientati e chiedono a Pietro, nominato loro capo da Gesù stesso, di guidarli. Questi però non si sente in grado di compiere la propria missione, causando la dispersione di gran parte dei discepoli del maestro, due dei quali decidono di fuggire verso Emmaus.
Tre giorni dopo la morte di Gesù, Maria Maddalena corre dagli apostoli e rivela loro come il corpo del maestro sia scomparso dal sepolcro. Pietro, con Giovanni, si reca nel sepolcro, dove da tre giorni giaceva la salma di Gesù, e lo trova vuoto. Inseguiti dai romani, i due apostoli sono costretti a fuggire e a dividersi. Pietro e suo fratello Andrea, tentando di seminare i soldati in un mercato, incontrano il maestro sotto le vesti di un mendicante. Felice, l'apostolo corre dai compagni e ritrova i due discepoli che poco prima erano fuggiti verso Emmaus. I due testimoniano di aver visto con i propri occhi il maestro risorto.
Dopo una prima apparizione di Gesù, che si presenta in albis agli undici e a quelli nuovi, come Stefano, Pietro, benché abbia voglia di gioire coi compagni, preferisce allontanarsi perché non si sente pronto a guidarli nella loro missione di raccontare quello che era accaduto. Egli infatti cela in sé un terribile segreto: aveva difeso il maestro dall'arresto tagliando l'orecchio a una guardia, ma mentre Gesù veniva giudicato dal sommo sacerdote, lui, riconosciuto da alcuni presenti, lo rinnegò tre volte per non essere condannato. Torna quindi a casa sua tra Betsaida e Cafarnao, dove un tempo lui e suo fratello Andrea facevano i pescatori, prima di incontrare Gesù.
Gli apostoli, ignari dell'accaduto, gli chiedono di guidarli ma lui rifiuta e rivela loro l'episodio del triplice rinnegamento. Essi però continuano ad avere fiducia in lui e decidono di salire in barca e pescare insieme. Mentre i pescatori tornano a riva senza pesci, incontrano Gesù che compie il prodigio miracoloso della pesca, attraverso il quale gli apostoli riconoscono in lui il maestro risorto, il quale è così il vero Figlio di Dio e l'unico a sconfiggere la morte, a differenza di tutti gli altri uomini della storia. Pietro viene così perdonato del suo tradimento da Gesù che, dopo aver ordinato ai suoi seguaci di predicare il suo messaggio in tutto il mondo, sale definitivamente al cielo. Pietro lascia così per sempre il suo nome precedente, Simone, chiamandosi come la pietra che costruirà la chiesa di Gesù.
Durante la festività ebraica di Pentecoste, Pietro e gli altri apostoli ricevono da Dio lo Spirito Santo sotto forma di fiammelle, riuscendo così a parlare ognuno diverse lingue, per poter diffondere la parola di Gesù. Recatisi in piazza, predicano il Vangelo a tutte le popolazioni venute per festeggiare la Pentecoste, parlando e traducendo nello stesso tempo, così tutte le persone cominciano a farsi battezzare per adorare Gesù. Gli undici si attirano però l'ira dei sacerdoti del gran Sinedrio, del tetrarca Erode Antipa e in particolar modo di Saulo di Tarso, il capo delle guardie giudaiche, che, approfittando della destituzione del governatore romano Pilato, decide di agire da solo, prima minacciando di morte i seguaci di Cristo e poi catturando Stefano e facendolo lapidare e uccidere dalla folla, ordinando inoltre l'arresto di Pietro, giunto sul luogo dell'esecuzione del giovane. Deciso a soffocare col sangue la religione nascente, Saul fa arrestare decine di suoi seguaci, dirigendosi poi a Damasco per catturarne altri. Durante il tragitto egli viene però folgorato dalla luce divina e accecato. Nel frattermpo, Pietro viene liberato dal carcere grazie all'aiuto di un angelo.
L'apostolo si reca così a Giaffa, convertendo il centurione romano Cornelio e la sua famiglia, per ordine dello stesso Gesù, il quale manda su di loro lo Spirito Santo come in una seconda Pentecoste, non rispettando più la legge di Mosè, ma quella di Gesù, dato che oramai non sono più ebrei ma "cristiani" ("credenti nel messia Gesù Cristo"). Tutto ciò fa scoppiare dissidi fra gli apostoli, accentuati inoltre dall'arrivo di Saul, convertitosi al cristianesimo dopo l'accecamento, e deciso a cambiare vita, mutando il suo nome in Paolo. Questi viene accolto da Pietro che, dopo averlo educato al messaggio di Gesù, lo invita a predicare.
Essendo la Palestina sotto il dominio imperiale romano, Paolo battezza anche alcuni pagani, fra i quali Lucio, il centurione che ha crocifisso Gesù, scatenando così le ire dell'apostolo Mattia, che lo accusa di fronte a Pietro. Questi, dopo aver chiesto consiglio a Maria, madre di Gesù (ella sta per morire e ascendere al cielo), decide di radunare tutti gli apostoli nel concilio di Gerusalemme del 49 per discutere sulla questione dei pagani. Alla fine sarà la proposta di Paolo ad essere accolta, per non escludere dal cristianesimo chi non era ebreo e non essere razzisti.
Decisi a proclamare adesso la buona novella a tutti i popoli, gli apostoli si dividono: chi si reca in Persia, chi in Siria, chi in Egitto, chi in Grecia, e il fratello di Pietro, Andrea, addirittura in Scozia, fuori dall'Impero romano. Paolo decide di evangelizzare Roma, il centro dell'Impero, anche se sarà difficile, mentre Pietro rimane ad evangelizzare la Giudea e l'intera Palestina dove vivono. 
Anni dopo, nel 63, Paolo, raccolta una comunità abbastanza numerosa di proseliti ex-pagani e deciso a rendere ancora più salda la loro fede, ordina a uno dei pochi cristiani di Roma, Marco, di raggiungere Pietro a Cafarnao per chiedergli di recarsi presso di loro ed aiutare l'amico a rendere completamente cristiana la capitale, avendo conosciuto bene lo spirito celeste di Gesù che si era fatto uomo. Benché spaventato dalla missione che lo attende, l'ormai anziano apostolo saluta suo fratello Andrea (prima che quest'ultimo venga ucciso dai barbari in Scozia) e i suoi amici, e decide di imbarcarsi con Marco per Roma.

### Seconda puntata
Dopo un lungo viaggio via mare, nel 64 Pietro e Marco arrivano a Roma. L'apostolo, nato a Betsaida, un piccolo paese di pescatori, rimane stupefatto dalla magnificenza della città eterna. Giunto presso un cortile, dove parecchia gente è radunata, vi trova Paolo intento a predicare alla folla con una delle sue Lettere. Nello stesso istante in cui Pietro intravede l'amico da lontano, uno squadrone di soldati romani si infiltra fra la folla e arresta Paolo, già minacciato precedentemente dalle autorità civili, per giudicarlo, essendosi già diffuso il razzismo e l'odio per i cristiani nell'urbe latina. Sul cortile, rimasto ormai deserto, Pietro raccoglie la lettera di Paolo e incontra Lino, insegnante romano di retorica, uno dei maggiori seguaci convertiti di Cristo.
Intanto, in un'arena romana, il gladiatore Trace, acclamato dal popolo, aggiunge una nuova vittoria alla sua carriera di guerriero con la maschera. Mentre assiste all'incontro, Claudio, figlio di Persio, (nobile romano e proprietario dell'arena), intravede fra la folla l'amata Silvia, una giovane cristiana che ha deciso di lasciarlo per la loro diversità religiosa e sociale, e decide di parlare con lei. La giovane vuole convincere il ragazzo, di cui ancora è innamorata, a intercedere presso il tribunale in favore di Paolo.
La comunità cristiana di Roma si raccoglie intorno a Pietro che viene intanto ospitato presso la casa di due schiavi, Anna e Davide, che vivono insieme ai loro figlioletti in un'abitazione di proprietà di Persio. Qualche giorno dopo Paolo viene processato e, per aver rifiutato di adorare gli idoli greco-romani oltre all'imperatore proclamatosi divino, sta già per subire la condanna a morte quando Claudio, che svolge la funzione di avvocato, lo difende in tribunale, riuscendo così a posticipare il giudizio dell'apostolo. Era questa l'unica maniera per salvarlo e chiedere a Persio di intercedere presso l'imperatore Nerone a favore di Paolo. Ma l'uomo, inizialmente desideroso di accontentare il figlio, non appena sente il nome di Pietro, mosso da un odio alquanto misterioso, va su tutte le furie e decide di non aiutarlo.
Persio, concluse le sfide nell'arena, si reca da Trace, che altri non è che Davide mascherato, e gli chiede di spiare le mosse di Pietro. Deciso inoltre a sminuire la comunità cristiana dà il permesso a Claudio di sposare Silvia ma a patto che questa abiuri il proprio credo. Senza l'intercessione di Persio, Paolo viene dunque condannato a morte tramite decapitazione che avviene di lì a poco. I cristiani si disperdono e non si recano più sul colle Vaticano per ascoltare Pietro.
Ora che i proseliti sembrano aver perso la fede, l'anziano apostolo decide di recarsi nei quartieri più umili dell'Urbe per dare speranze ai diseredati, proprio come faceva Gesù. Roma non è però come la Palestina: Pietro riceve solo insulti e derisioni, ma riesce a convertire una prostituta.
L'apostolo però non si arrende, continua a predicare e le sue parole danno frutto. Mentre si trova di fronte al palazzo di Persio, questi comincia a beffeggiarlo ma Claudio ordina a Pietro di entrare dentro casa poiché sua nonna, madre di Persio, che non parlava e non si muoveva ormai da parecchi anni, sembrava aver pronunciato il suo nome. L'anziana donna altri non era che Lavinia, la moglie del centurione Cornelio, arrestata per la sua fede e salvatasi dalla morte grazie all'aiuto di Persio, che non era però riuscito a salvare il padre. Per questo il nobile romano serbava questo rancore nei confronti dei cristiani. Dopo aver chiesto e ricevuto la benedizione, oltreché il perdono del figlio Persio, Lavinia muore in pace. Silvia, che ha compreso quanto importante fosse per lei la sua fede, decide di tornare in mezzo ai cristiani.
Tornato a casa, Pietro viene nominato papa, cioè supremo messaggero di Dio, e scopre che il Trace è in realtà Davide mascherato e questi gli rivela che ha combattuto nell'arena e ucciso soltanto per rendere liberi sua moglie e i suoi figli. Il giorno dopo, mentre combatte nell'arena il suo ultimo incontro, quello che darà la libertà alla sua famiglia, Davide decide di non uccidere il proprio avversario come comandato da Persio, togliendo via dal volto la maschera del Trace ed affermando davanti al pubblico che lui era già libero poiché Gesù era morto per lui.
Durante la notte scoppia il Grande incendio di Roma. Pietro, seguito da Davide, Anna e i suoi bambini, riesce a fuggire in tempo dalla città in fiamme. Nerone, che secondo alcuni è artefice del disastro, decide di addossare la colpa ai cristiani che vengono arrestati e rinchiusi in prigione. Anche Silvia cade nelle mani dei carcerieri. I cristiani sono rinchiusi all'interno di scantinati e si raccolgono intorno al vecchio Pietro che, benché riluttante, alla fine viene convinto a partire da Roma insieme ad alcuni fuggitivi.
Seguito da Marco, l'apostolo percorre la via Appia e si riunisce ai suoi seguaci in fuga. Prima di partire decide però di ritirarsi per qualche minuto a pregare. Mentre si allontana si ritrova nell'orto degli ulivi insieme al maestro che gli rivela come ormai sia giunto il momento per lui di essere crocifisso un'altra volta. Pietro capisce che ormai è giunta la sua ora e, dopo aver ordinato a Marco di trascrivere gli accadimenti in un Vangelo, torna nella Urbe per farsi uccidere ma lasciare vivi gli altri cristiani in cambio, che vengono subito liberati con la gioia di Claudio, mentre Persio si pente di tutto e dice che hanno vinto loro: anche se molti dei loro discendenti saranno uccisi in futuro, Roma un giorno cambierà per sempre e Nerone morirà ucciso prima o poi.
L'apostolo viene condotto in catene di fronte a Nerone che lo deride, non ritenendolo un capo degno per una comunità. Così, il 29 giugno del 67 d.C., i soldati trascinano Pietro sul colle Vaticano dove lo crocifiggono, su sua richiesta, a testa in giù: Pietro infatti non si ritiene degno di morire come il suo Maestro. Marco diffonderà il suo messaggio scritto come Vangelo e Lino diventa il secondo papa. 
Duemila anni dopo, sullo stesso colle romano della sua crocifissione, sorgerà la Basilica di San Pietro in Vaticano, dove Pietro è sepolto come primo papa e custode delle chiavi paradisiache.

## Ascolti
| n° | Prima TV Italia | Telespettatori | Share  |
| -- | --------------- | -------------- | ------ |
| 1  | 24 ottobre 2005 | 8 539 000      | 30,60% |
| 2  | 25 ottobre 2005 | 7 975 000      | 28,42% |

## La serieImperium
La serie Imperium è composta da cinque miniserie televisive:
- Augusto - Il primo imperatore, regia di Roger Young (2003);
- Nerone (miniserie televisiva), regia di Paul Marcus (2004);
- San Pietro, regia di Giulio Base (2005);
- Pompei (miniserie televisiva), regia di Giulio Base (2007);
- Sant'Agostino (miniserie televisiva), regia di Christian Duguay (2010)